# Victor Ferreira do Amaral e Silva
Victor Ferreira do Amaral e Silva (Lapa, 9 de dezembro de 1862 – Curitiba, 2 de fevereiro de 1953) foi um médico, educador e político brasileiro.

## Biografia

### Vida e legado
Nascido no ano de 1862, Victor era filho de fazendeiros na cidade da Lapa, interior do estado do Paraná. Em 1871 transferiu-se para Curitiba para iniciar sua educação primária e secundária. Aos 12 anos nova mudança, agora para a cidade do Rio de Janeiro aonde vai estudar no Colégio Abílio da Corte, tradicional escola carioca. No Rio de Janeiro iniciou o curso de Humanidades e na conclusão deste, recebeu, diretamente das mãos de D. Pedro II, o diploma e uma medalha de honra.
Em 1884 defendeu tese na Faculdade de Medicina do Rio de Janeiro, onde recebeu o diploma de Doutor em Medicina, com especialização em ginecologia e obstetrícia.
Retornou para Curitiba para clinicar. Trabalhou na Santa Casa de Misericórdia por sete anos sem remuneração e em sua clínica atendia pobres e ricos, sem distinção.
Além da medicina, ao longo da vida, dedicou-se a várias funções e atividades, atuando paralelamente ou em separado, como: em 1890 foi intendente Municipal em Curitiba; em 1892 fundou a Sociedade de Agricultura do Paraná; de 1893 a 1894 exerceu o cargo de Superintendente do Ensino Público; foi chefe de enfermaria do hospital militar na revolução de 1894 e atuou como médico-adjunto do exército em 1895; em 1897 foi médico-legista; foi redator-chefe e um dos fundadores do Diário do Paraná e da Gazeta Médica, além de fundador da Associação Médica; fundou, em 1913 a primeira maternidade do estado, com o nome de Maternidade Paraná e em 1930 foi o responsável pela reforma e nova edificação deste estabelecimento, sendo renomeada para Maternidade Victor Ferreira do Amaral; foi diretor da Saúde Pública no governo de Caetano Munhoz da Rocha; escreveu diversos artigos médicos e obras que defendiam a questão de limites com Santa Catarina.
Também participou ativamente da política paranaense sendo eleito deputado estadual em 1892 e neste cargo ajudou a elaborar a Constituição do Paraná, deu o nome ao município de Araucária e criou o município de Clevelândia. Também foi deputado federal. Entre os anos de 1900 a 1904, exerceu o cargo de vice-governador do Paraná quando Xavier da Silva ocupava o cargo máximo no estado.
Largou da política para se dedicar ao sonho de criar uma universidade em Curitiba, sonho este compartilhado pelo colega de medicina, Dr. Nilo Cairo. Após anos de empenho o sonho foi concretizado em 1912 quando foi fundada a Universidade do Paraná que anos depois seria federalizada, tornando-se Universidade Federal do Paraná, primeira universidade brasileira.
Na universidade foi professor, diretor da Faculdade de Medicina e em 1946 tornou-se o primeiro reitor quando a instituição foi federalizada.

### Falecimento e homenagens
Victor Ferreira do Amaral faleceu em Curitiba, na segunda-feira, dia 2 de fevereiro de 1953 aos 90 anos e 01 mês. O laudo do colega que o atendeu no momento de sua morte consta a frase: “Morreu de tanto viver. Uma trajetória intensa e plena. A lamparina do candeeiro já estava terminando”.
As honras e homenagens a Victor Ferreira do Amaral são inúmeras, principalmente em sua terra natal. Ainda em vida seu nome foi dado ao hospital que fundou e preservou: Maternidade Victor Ferreira do Amaral. Na capital paranaense, uma das principais vias da cidade leva o nome deste ilustre brasileiro e ativo paranaense: Avenida Victor Ferreira do Amaral.